# Jorge Luis Lossio Chávez
Jorge Luis Lossio Chávez (Lima, 11 de diciembre de 1975) es un historiador, investigador y docente peruano con especialización en historia de la salud e historia política peruana contemporánea.

## Trayectoria
Nació en Lima. Su familia proviene de Chiclayo, norte del Perú. Estudió la especialidad de Historia en la Pontificia Universidad Católica del Perú y luego realizó estudios de postgrado en la Universidad de Mánchester en Inglaterra.
Es profesor principal de la Pontificia Universidad Católica del Perú por el Departamento de Humanidades, dónde también es director del Instituto Riva-Agüero.
Es miembro investigador de la Asociación Peruana de Historia de la Ciencia, la Tecnología y la Salud.
Es miembro fundador del grupo de Investigación Salud y Sociedad en el Instituto Riva-Agüero - PUCP en donde ha publicado diversos artículos sobre epidemias y políticas de salud.

## Publicaciones
- ¿Qué hicimos mal? : la tragedia de la covid (2022)[6]

- Salud pública en el Perú del siglo XX: paradigmas, discursos y políticas (2017)[7]
- Cuando los chanchos vuelan: Estado, prensa y sociedad frente a la influenza AH1N1 (2010)[8]
- El rastro de la salud en el Perú (2009)[9]
- Nación, ciencia y salud: investigación médica en los Andes y la construcción de una «patología de las alturas». Enː Histórica nro. 33.[10]
- Acequias y gallinazos: salud ambiental en Lima del siglo XIX (2002)[11]
- Acequias, pantanos y epidemias: contaminación ambiental y salud pública en Lima 1820-1870 (2001)[12]